# Emir Abdelkader
Emir Abdelkader è un comune dell'Algeria, situato nella provincia di Jijel.